# Khursaniyah
 (décembre 2020).
Si vous disposez d'ouvrages ou d'articles de référence ou si vous connaissez des sites web de qualité traitant du thème abordé ici, merci de compléter l'article en donnant les références utiles à sa vérifiabilité et en les liant à la section « Notes et références ».
Khursaniyah est un gisement de pétrole découvert en 1956, et de gaz situé en Arabie saoudite. Il est situé onshore (mais touche le littoral) au nord de Ghawar. Il a été exploité assez faiblement et abandonné dans les années 1990. Le gisement est en plein redéveloppement, c'est l'un des grands projets de la Aramco. Le projet inclut aussi les gisements voisins de Abu Hadriya, Fadhili (on parle souvent du projet AFK). 
La production a commencé en avril 2008. . Ensemble, les trois gisements produiront 500 000 barils par jour en régime de croisière, courant 2008. Il s'agit d'une addition significative aux approvisionnements d'un point de vue mondial, plus de 0,6 % de la consommation mondiale, d'autant plus significative qu'il s'agit de pétrole léger, la qualité de brut la plus recherchée sur le marché. Le gaz associé sera traité pour produire 310 000 barils par jour de liquides de gaz naturel (tels que le GPL) et du gaz commercial.
Les contrats ont été signés en 2003, les principaux maîtres d'œuvre sont Snamprogetti, Technip et Bechtel, et l'investissement total est estimé à environ 1 milliard d'euros. Le projet comprend notamment 54 puits dans les trois gisements, des installations de collecte et de traitement du pétrole et du gaz, des moyens d'extraction du soufre et les indispensables pipelines. 
Il est difficile d'estimer les réserves. l'EIA donne un chiffre de 4 milliards de barils (Gb) pour Khursinayah, 1,8 à 2 pour Abu Hadriya et 1 à 1.2 pour Fadhili, sans que l'on sache s'il s'agit d'estimations publiées par Aramco ou d'expertise externe, s'ils incluent ou non les liquides de gaz naturel, etc. Une estimation des années 1970 donnait 4 Gb pour Khursinayah. Avec un total de 7 gb de réserves, le projet aurait donc un taux d'épuisement faible, de l'ordre de 2,6 % par an, ce qui signifie que la production pourrait être théoriquement maintenue assez longtemps.

## Sources
1. ↑  (en) « Bidders line up for Saudi power plant », sur Gulf Daily News, 17 septembre 2015 (consulté le 11 mai 2024)
2. ↑  (en) « Saudi Aramco’s Karan gas program passes another milestone », sur Arab News, 24 avril 2012 (consulté le 11 mai 2024)

- Energy Information Agency (EIA) Country Analisys Briefs
- Saudi Aramco